# Asker og Bærum tingrett
Asker og Bærum tingrett is een voormalige tingrett (kantongerecht) in de Noorse fylke Akershus. Het gerecht was gevestigd in Sandvika.  
Het gerechtsgebied omvat de gemeenten Asker en Bærum. Het gerecht maakt deel uit van het ressort van Borgarting lagmannsrett. In zaken waarbij beroep is ingesteld tegen een uitspraak van Asker og Bærum zal de zitting van het lagmannsrett meestal worden gehouden in Oslo.